# サステナブルファイナンス
サステナブルファイナンス（英語: Sustainable finance）は、新たな産業・社会構造への転換を促し、持続可能な社会を実現するための金融手法である。

## 概要
2006年に責任投資原則（PRI）が策定された。2007年に欧州投資銀行（EIB）が「Climate Awareness Bond」を発行、2008年に初の「グリーンボンド」を世界銀行が発行した。
2015年に持続可能な開発目標（SDGs）とパリ協定が採択された。国際資本市場協会（ICMA、en:International Capital Market Association）によりグリーンボンド原則、ソーシャルボンド原則、グリーンローン原則、サステナビリティ・リンク・ローン原則、サステナビリティ・リンク・ボンド原則などの策定が進んだ。
また、関連する規定としては、赤道原則（en:Equator Principles）やEUタクソノミー（en:EU taxonomy for sustainable activities）などがある。

## 種類
- グリーンファイナンス
  - グリーンボンド[3]
  - グリーンローン[4]
- サステナビリティ・リンク・ローン[5]
- サステナビリティ・リンク・ボンド
- トランジションファイナンス[6]
  - トランジション・ボンド
  - トランジション・ローン
  - トランジション・リンク・ローン
- SDGs債
- ソーシャルボンド
- サステナビリティボンド

## 気候シナリオ分析とNGFS
TCFD提言の中核的な要素の一つに「シナリオ分析」の実施がある。これは、企業が複数の気候変動シナリオ（例えば、2℃未満上昇シナリオや4℃上昇シナリオなど）を用いて、自社の事業戦略や財務計画のレジリエンス（頑健性）を評価することを求めるものである。
このシナリオ分析を実施する際に、国際的な共通参照枠組みとして広く活用されているのが、気候変動リスク等に係る金融当局ネットワーク（NGFS）が提供する「NGFSシナリオ」である。NGFSシナリオは、脱炭素社会への移行に伴う移行リスク（例：炭素税導入によるコスト増）と、気候変動の物理的影響による物理的リスク（例：自然災害による資産の毀損）を整合的に評価できるように設計されており、金融機関はこれを用いて投融資ポートフォリオのリスク評価や、ネットゼロ目標と整合した経営戦略の策定を行っている。

## 日本
日本国内では、初のグリーンボンドが2014年（平成26年）に日本政策投資銀行により発行された。
日本政府も力を入れており、2017年（平成29年）の環境省「グリーンボンドガイドライン」、2020年（令和2年）の環境省「グリーンローン及びサステナビリティ・リンク・ローンガイドライン2020年版」、2021年（令和3年）の金融庁・経済産業省・環境省「クライメート・トランジション・ファイナンスに関する基本指針」、金融庁「ソーシャルボンドガイドライン」、2022年（令和4年）の環境省「グリーンボンド及びサステナビリティ・リンク・ボンドガイドライン2022年版」、「グリーンローン及びサステナビリティ・リンク・ローンガイドライン2022年版」などの策定を進めるとともに、また金融庁より2020年（令和2年）以降「サステナブルファイナンス有識者会議」が設置されている。